# Ajaks (imię)
Ajaks – imię męskie pochodzenia greckiego, które może wywodzić się od słowa oznaczającego „ruch, poruszenie, życie” albo „kraj, kraina”, a być może stanowi skrócenie z imienia Filajas. Imię to nosiły dwie postaci greckiej mitologii. W Polsce jest nadawane od średniowiecza.
Zobacz też:
- (1404) Ajax